# Respendial
Respendial (ook Respindal) was in het begin van de 5e eeuw koning van de oostelijke Alanen in Spanje.  Hij was een van de twee Alaanse koningen die de Rijn overstaken in 405 of 406, en het Romeinse Rijk binnenvielen. De andere groep Alanen werd geleid door Goar, die zich later met de Romeinen zou verbinden.
Respendial wordt genoemd in het Frigeridusfragment, opgenomen in de Historia Francorum van Gregorius van Tours, dat de Vandaals-Frankische oorlog beschrijft die voorafging aan de Rijnoversteek (de oversteek werd door Prosper Tiro gedateerd op 31 december 406). Volgens Frigeridus brachten de Franken (die foederati van de Romeinen waren) de Vandalen in het verloop van waarschijnlijk meerdere gevechten hevige verliezen toe, waarbij 20.000 Vandaalse krijgers inclusief hun koning Godigisel sneuvelden, en stonden op het punt om de stam uit te roeien. In die tijd – volgens MacDowall (2016) waarschijnlijk in de zomer of herfst van 406 – keerde Respendial met zijn Alaanse leger zich af van de Rijn, schoot de Vandalen te hulp en versloeg de Franken, "hoewel Goar was overgelopen naar de Romeinen." Het is niet duidelijk wat er daarna precies gebeurde met Goars Alanen, maar uit andere bronnen blijkt dat zij later door de Romeinen in Gallië bij Orléans een woonplaats aangewezen kregen, terwijl de Vandalen, Sueben en Respendials Alanen uiteindelijk doortrokken naar Spanje. Volgens de kroniek van bisschop Hydatius kwamen de Vandalen als eerste aan in Spanje in september of oktober 409, terwijl Gregorius opmerkt dat de Sueben en Alanen (waarschijnlijk die onder leiding van Respendial) hen later volgden.
Het verdere lot van Respendial is onbekend. Voorafgaand aan de Gotische oorlog tussen 416 en 418 was sprake van twee groepen Alanen in Spanje. Van de ene groep was Attaces koning, de andere groep werd aangeduid als behorende tot Respendial. Toen de Alanen in 418 door de Visigoten werden verslagen was Respendial al geen koning meer.